# Махсыма
Махсыма (кабард.-черк. Мэхъсымэ, дигор. Махсумæ) — слабоалкогольный напиток, являющийся частью национальной кухни адыгов (кабардинцев, черкесов) и осетин-дигорцев. Он известен с древних времён, до принятия адыгами ислама. В наши дни этот напиток продолжают изготавливать по древним рецептам в домашних условиях.

## Рецепт
Для приготовления махсыма используются кукурузные зёрна, которые промываются и замачиваются в тёплой воде. После того как зёрна дадут побеги, их перемалывают и получают солод. Из этой массы замешивают тесто, добавляя в солод кипяток. После того как тесто остынет, добавляют хмель, пшеничную муку, перемешивают и дают отстояться. Из полученного теста жарятся лепёшки на разогретой и смазанной подсолнечным маслом сковороде. Лепёшки охлаждаются, разминаются, складываются в большую посуду и заливаются кипячёной охлаждённой водой, добавляется хмель. Вся масса тщательно перемешивается и ставится ещё на 2 суток под крышкой для брожения. Далее эта масса процеживается с добавлением охлаждённой кипячёной воды и сахара или меда. Все вновь ставится на 2 суток в тёплое место. Затем на огне раскаляется черкесская шпажка и ею перемешивается полученная масса несколько раз, что придаёт махсыма дополнительный особый аромат, вкус и цвет.